# Giulia Gam
Giulia Daysi Gam (Perúgia, 28 de dezembro de 1966) é uma atriz brasileira, nascida na Itália. Prolífica no cinema, teatro e televisão desde o início da década de 1980, ela é particularmente conhecida por seus retratos de mulheres emocionalmente problemáticas. Ela é ganhadora de inúmeros prêmios, incluindo três Prêmios APCA, dois Troféus Imprensa, dois Prêmios Qualidade Brasil, e um Prêmio Extra, além de receber indicação para um Prêmio Guarani.
Giulia iniciou sua carreira profissional em uma montagem de Romeu e Julieta aos quinze anos na companhia do diretor Antunes Filho, com quem percorreu grandes turnês mundiais com o grupo de teatro, ganhando o Prêmio APCA por sua performance. Sua estreia na televisão se deu em Mandala, novela do horário nobre da TV Globo, em 1987. Logo recebeu aclamação por sua atuação e venceu o Troféu Imprensa e o seu segundo Prêmio APCA por este trabalho. Em seguida passou a interpretar consecutivas protagonistas marcantes, como em O Primo Basílio (1988), Que Rei Sou Eu? (1989), Fera Ferida (1993) e Dona Flor e Seus Dois Maridos (1998).
Em 2003 alcançou consagração na teledramaturgia brasileira com a personagem mais marcante de sua carreira, a Heloísa de Mulheres Apaixonadas, a qual sofre com ciúmes e a obsessão por seu marido, levando-a a atitudes drásticas. Por sua performance de intensa carga emocional, ela venceu os principais prêmios do país, incluindo o Troféu Imprensa, o Prêmio Qualidade Brasil e o Prêmio Extra de Televisão. Depois do sucesso como Heloísa, ficou conhecida por interpretar personagens complexos e de emocionalmente instáveis, como a presidiária Diva em A Favorita (2008), a sofrida Bruna em Ti Ti Ti (2010), a mãe desnaturada Bárbara Ellen em Sangue Bom (2013), e a vilã Carlota de Boogie Oogie (2014).

## Biografia
Giulia nasceu em Perúgia, na Itália, por ocasião da realização de um curso do pai. Seu pai, José Carlos Gam Heuss, é um engenheiro nascido no Brasil, descendente de dinamarqueses, enquanto que sua mãe, Ana Daysi Gam, é uma paulista de origem italiana, natural de Penápolis que estudava psicologia na Universidade de Paris (Sorbonne). Foi criada em São Paulo, e só conheceu Perúgia, sua cidade de nascimento, aos 21 anos de idade.

### Vida artística
Sua carreira teatral começou aos quinze anos de idade com o diretor Antunes Filho, que a selecionou para uma montagem de Romeu e Julieta, em 1984. Com a companhia de Antunes, viajou numa grande turnê pela Austrália, Europa, Estados Unidos e Israel. Depois que a companhia se dissolveu, viajou para Paris, onde encontrou Peter Brook, que a motivou a continuar com a sua carreira. Em janeiro de 1987, de volta ao Brasil, junta-se no elenco da peça de Jean Racine, Fedra, convidada por Fernanda Montenegro. Trabalharia ainda com importantes diretores do teatro, entre os quais se destacam José Celso Martinez e Gerald Thomas.
Estreou na TV Globo ainda naquele ano, convidada pelo diretor Roberto Talma para participar dos 16 primeiros capítulos da novela Mandala, como a protagonista Jocasta, na fase jovem. A personagem, posteriormente, foi assumida por Vera Fischer. No ano seguinte, protagonizou a minissérie O Primo Basílio, onde interpretou a jovem Luísa, contracenando com Marília Pêra, que viveu a perversa Juliana, e Tony Ramos, no papel de Jorge. Em seguida, participou da novela Que Rei Sou Eu?, de 1989, que reuniu grandes nomes da televisão: Tereza Rachel, como a rainha Valentine; Antônio Abujamra, como o bruxo Ravengar; Marieta Severo, como Madeleine; e Daniel Filho, como Bergeron Bouchet, entre outros.
Dois anos depois, em 1991, fez uma participação especial na telenovela Vamp, no papel de uma vampira roqueira, baixista do conjunto liderado por Natasha, de Cláudia Ohana. Em 1993 foi escalada para interpretar Linda Inês, a protagonista de Fera Ferida. Entre 1995 e 1996, esteve no elenco principal das séries A Comédia da Vida Privada e A Vida Como Ela É..., baseadas, respectivamente, nas crônicas de Luís Fernando Veríssimo e Nelson Rodrigues. Em 1998, protagonizou a minissérie Dona Flor e Seus Dois Maridos, em que a sua personagem, Florípedes Paiva (Dona Flor), vivia um triângulo amoroso com as personagens de Edson Celulari e Marco Nanini.
Voltou às novelas em uma participação na novela A Padroeira, de 2001. Sua personagem, a vilã Antonieta, chegava à trama, já com uma boa frente de capítulos, para atrapalhar o romance dos personagens de Deborah Secco e Maurício Mattar.

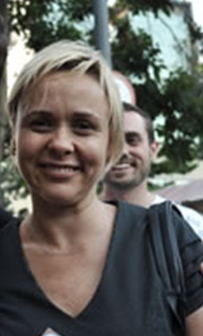
Giulia em 2012.

Após dez anos sem participar de uma novela inteira, integrou o elenco de Mulheres Apaixonadas, na pele da histérica Heloísa, uma mulher obsessiva e muito ciumenta. Sua atuação obteve grande reconhecimento do público, abordando problemas relacionados a  laqueadura (feita pela personagem que não queria ter filhos por causa dessa obsessão, o que desgasta ainda mais seu casamento)  as crises conjugais, apresentando ao telespectador o grupo de auxílio Mada (Mulheres que Amam Demais Anônimas), criado nos moldes dos Alcoólicos Anônimos.
Em 2005, após dois anos e meio sem fazer novelas, retornou ao vídeo em Bang Bang, onde despontou como a sedutora Vegas Locomotiv, que inicialmente na trama era apenas uma cafetina engraçada e depois viria a tornar-se uma vilã fria e cruel. Participou dos primeiros capítulos de Eterna Magia.
Em 2008, participou de A Favorita, no papel de Diva Palhares, uma mulher que abandona o marido e o filho, para fugir com um outro homem e acaba presa por tráfico internacional de armas. Após cumprir pena, seu único objetivo é ter o perdão da família. Em 2010, participou de Ti Ti Ti como a sofrida socialite Bruna Sampaio, uma mulher bem-casada com Gustavo (Leopoldo Pacheco), dono de uma editora, que muda radicalmente de vida ao descobrir a existência de um câncer.
Em 2012, interpretou a culta jornalista Laura Belize em Amor Eterno Amor. Em 2013, voltou às novelas com uma vilã cômica, a decadente Bárbara Ellen em Sangue Bom. Em 2014, interpretou a vilã Carlota de Boogie Oogie, novela de Rui Vilhena, que substituiu Meu Pedacinho de Chão às 18h.

## Vida pessoal
Ao final dos anos 1980, tinha um relacionamento com o músico Tony Bellotto.
Giulia foi casada por dois anos com o jornalista Pedro Bial (1998–2000), pai de seu único filho, Theo, nascido em 1998. Na separação, Gam e Bial lutaram pela guarda da criança, e a atriz ficou com a custódia.

## Filmografia

### Televisão
| Ano  | Título                        | Personagem                                 | Nota                                                               |
| ---- | ----------------------------- | ------------------------------------------ | ------------------------------------------------------------------ |
| 1987 | Mandala                       | Jocasta Silveira (jovem)                   | Episódios: "12–13 de outubro"                                      |
| 1988 | O Primo Basílio               | Luísa                                      |                                                                    |
| 1989 | Que Rei Sou Eu?               | Aline                                      |                                                                    |
| 1991 | Vamp                          | Lucia T.                                   | Participação                                                       |
| 1992 | Você Decide                   | Elaine                                     | Episódio: "Laços de Família"                                       |
| 1993 | Caso Especial                 | Dona Evarista                              | Episódio: "O Alienista"                                            |
| 1993 | Caso Especial                 | Lúcia                                      | Episódio: "Lucíola"                                                |
| 1993 | Caso Especial                 | Lisbela                                    | Episódio: "Lisbela e o Prisioneiro"                                |
| 1993 | Retrato de Mulher             | Leila                                      | Episódio: "Era uma Vez"                                            |
| 1993 | Procura-se                    | Leonor Santos                              |                                                                    |
| 1993 | Fera Ferida                   | Linda Inês de Souza Maçaranduba da Costa   |                                                                    |
| 1994 | Terça Nobre                   | Condessa Elise                             | Episódio: "O Homem que Sabia Javanês"                              |
| 1995 | A Comédia da Vida Privada     | Ana                                        | Episódio: "Casados x Solteiros"                                    |
| 1995 | A Comédia da Vida Privada     | Camila                                     | Episódio: "Sexo na Cabeça"                                         |
| 1996 | A Comédia da Vida Privada     | Clarinha                                   | Episódio: "Como Destruir Seu Casamento"                            |
| 1996 | A Comédia da Vida Privada     | Daisy                                      | Episódio: "Drama"                                                  |
| 1996 | A Vida como Ela é...          | Várias personagens                         |                                                                    |
| 1998 | Dona Flor e Seus Dois Maridos | Florípedes Paiva (Dona Flor)               |                                                                    |
| 1999 | Você Decide                   |                                            | Episódio: "Numa e Ninfa"                                           |
| 2001 | Brava Gente                   | Anália                                     | Episódio: "A Moda do Chifre"                                       |
| 2001 | A Padroeira                   | Antonieta Miranda                          |                                                                    |
| 2001 | Os Normais                    | Clara                                      | Episódio: "Faça o seu Pedido"                                      |
| 2002 | Os Normais                    | Taís                                       | Episódio: "Desconfianças Normais"                                  |
| 2002 | A Grande Família              | Jaqueline                                  | Episódio: "Os Boçais"                                              |
| 2003 | Mulheres Apaixonadas          | Heloísa Moraes                             |                                                                    |
| 2003 | Contos da Meia-Noite          | Narradora                                  | Episódio: "A Cabeça"                                               |
| 2004 | Celebridade                   | Ela mesma                                  | Episódio: "17 de junho"                                            |
| 2004 | A Diarista                    | Nanci                                      | Episódio: "Quem vai ficar com Marinete?"                           |
| 2005 | A Diarista                    | Rogelma                                    | Episódio: "É fria, Marinete!"                                      |
| 2005 | Bang Bang                     | Vegas Locomotive / Molly Flanders          |                                                                    |
| 2005 | A História de Rosa            | Margarida                                  | Especial de fim de ano                                             |
| 2007 | Eterna Magia                  | Regina Ferreira                            |                                                                    |
| 2008 | A Favorita                    | Diva Palhares / Rosana Costa               |                                                                    |
| 2009 | Força-Tarefa                  | Cláudia                                    | Episódio: "Temporada de Caça"                                      |
| 2009 | Aline                         | Sofia                                      | Episódio: "Aline no Rio de Janeiro"                                |
| 2010 | Ti Ti Ti                      | Bruna Soares Sampaio                       |                                                                    |
| 2011 | A Grande Família              | Estela                                     | Episódio: "A República do Salto Alto" Episódio: "A Noite Perfeita" |
| 2012 | As Brasileiras                | Soraya                                     | Episódio: "A Fofoqueira de Porto Alegre"                           |
| 2012 | Guerra dos Sexos              | Gisele                                     | Episódios: "27–30 de outubro"                                      |
| 2012 | Amor Eterno Amor              | Laura Belize                               |                                                                    |
| 2013 | Sangue Bom                    | Bárbara Ellen Campana / Conceição da Silva |                                                                    |
| 2014 | Boogie Oogie                  | Carlota Veiga Azevedo Fraga                |                                                                    |
| 2017 | Mister Brau                   | Francis                                    | Episódio: "6 de junho"                                             |
| 2021 | 5X Comédia                    | Aline (voz)                                | Episódio: "Cinderela"                                              |
| 2023 | Histórias Quase Verdadeiras   | Jô                                         | Episódio: "Verdades no Ar"                                         |
| 2024 | Tributo                       | Ela mesma                                  | Episódio: "Manoel Carlos"                                          |

### Cinema
| Ano  | Título                              | Personagem                   | Nota           |
| ---- | ----------------------------------- | ---------------------------- | -------------- |
| 1986 | Olhar Eletrônico                    | Ela mesma                    | Documentário   |
| 1986 | Ondas                               | —                            | Curta-metragem |
| 1987 | Besame Mucho                        | Aninha                       |                |
| 1987 | O País dos Tenentes                 | Helena                       |                |
| 1987 | Aurora                              | —                            | Curta-metragem |
| 1988 | Fogo e Paixão                       | Monalisa                     |                |
| 1989 | E o Zé Reinaldo, Continua Nadando?  | Telefonista                  | Curta-metragem |
| 1991 | A Grande Arte                       | Gisela Martins               |                |
| 1992 | Oswaldianas                         |                              |                |
| 1995 | O Mandarim                          | Cientista Alemã              |                |
| 1995 | Sábado                              | Castings                     |                |
| 1997 | Miramar                             | Rolah                        |                |
| 1998 | Policarpo Quaresma, Herói do Brasil | Olga                         |                |
| 1999 | Tiradentes                          | Marília de Dirceu            |                |
| 1999 | Outras Estórias                     | Maria Hesita                 |                |
| 2002 | O Casal dos Olhos Doces             | Mulher                       | Curta-metragem |
| 2002 | O Teatro Segundo Antunes Filho      | Ela mesma                    | Documentário   |
| 2003 | O Preço da Paz                      | Baronesa do Serro Azul       |                |
| 2003 | Oswaldo Cruz - O Médico do Brasil   | Emília Fonseca Cruz (Miloca) | Curta-metragem |
| 2003 | Sexualidades                        | Ela mesma                    | Curta-metragem |
| 2004 | A Dona da História                  | Mãe da Carolina              |                |
| 2004 | Árido Movie                         | Soledad                      |                |
| 2005 | Pobres-Diabos no Paraíso            |                              | Curta-metragem |
| 2006 | O Passageiro - Segredos de Adulto   | Ângela                       |                |
| 2008 | A Guerra dos Rocha                  | Júlia                        |                |
| 2010 | Chico Xavier                        | Rita                         |                |
| 2011 | Assalto ao Banco Central            | Paula Telma Monteiro         |                |
| 2012 | Rua Aperana 52                      | Ela mesma                    | Documentário   |
| 2022 | Distrito 666                        | Madaleine                    |                |

### Videoclipes
| Ano  | Artista   | Música             |
| ---- | --------- | ------------------ |
| 1995 | Raimundos | "Bê a Bá (canção)" |

## Teatro
| Ano  | Título                          | Personagem           |
| ---- | ------------------------------- | -------------------- |
| 1984 | Romeu e Julieta                 | Julieta              |
| 1984 | Macunaíma                       | Heroína              |
| 1984 | Nelson 2 Rodrigues              |                      |
| 1986 | Fedra                           |                      |
| 1990 | M.O.R.T.E.                      |                      |
| 1991 | Fim de Jogo                     |                      |
| 1993 | Othello: A Sombra de uma Dúvida |                      |
| 1994 | Pentesiléias                    | Princesa Pentesiléia |
| 1998 | Cacilda                         | Cacilda Becker       |
| 2001 | As Fenícias                     | Jocasta              |
| 2002 | Os Sete Afluentes do Rio Ota    |                      |
| 2005 | Dilúvio em Tempos de Seca       | Ex-Modelo            |
| 2008 | Pedro e o Lobo                  | Narradora            |
| 2014 | O Terceiro Sinal                | Voz de Diva          |
| 2015 | Medida por Medida               | Sra. Bem-passada     |
| 2015 | Macbeth                         | Lady Macbeth         |
| 2019 | Os Sete Afluentes do Rio Ota    | Várias personagens   |
| 2025 | Senhora dos Afogados            | Vizinha              |

## Prêmios e indicações
| Ano  | Prêmio                              | Categoria                    | Trabalho                            | Resultado |
| ---- | ----------------------------------- | ---------------------------- | ----------------------------------- | --------- |
| 1984 | Troféu APCA                         | Revelação                    | Romeu e Julieta                     | Venceu    |
| 1984 | Troféu Apetesp                      | Revelação                    | Romeu e Julieta                     | Venceu    |
| 1984 | Troféu Ziembinski                   | Revelação                    | Romeu e Julieta                     | Venceu    |
| 1987 | Troféu APCA                         | Melhor Revelação Feminina    | Mandala                             | Venceu    |
| 1988 | Troféu Imprensa                     | Revelação do Ano             | Mandala                             | Venceu    |
| 1992 | Prêmio APCA                         | Melhor Atriz em Cinema       | A Grande Arte                       | Venceu    |
| 1999 | Prêmio Guarani de Cinema Brasileiro | Melhor Atriz Coadjuvante     | Policarpo Quaresma, Herói do Brasil | Indicada  |
| 2003 | Prêmio Qualidade Brasil - RJ        | Melhor Atriz Coadjuvante     | Mulheres Apaixonadas                | Venceu    |
| 2003 | Prêmio Qualidade Brasil - SP        | Melhor Atriz Coadjuvante     | Mulheres Apaixonadas                | Venceu    |
| 2003 | Melhores do UOL e PopTevê           | Melhor Atriz                 | Mulheres Apaixonadas                | Indicada  |
| 2003 | Prêmio Babado IG                    | Melhor Atriz                 | Mulheres Apaixonadas                | Venceu    |
| 2003 | Prêmio TV Press                     | Melhor Atriz                 | Mulheres Apaixonadas                | Venceu    |
| 2003 | Melhores do Ano                     | Melhor Atriz                 | Mulheres Apaixonadas                | Indicada  |
| 2004 | Troféu Imprensa                     | Melhor Atriz                 | Mulheres Apaixonadas                | Venceu    |
| 2004 | Prêmio Contigo! de TV               | Melhor Atriz                 | Mulheres Apaixonadas                | Indicada  |
| 2004 | Prêmio Extra de Televisão           | Melhor Atriz                 | Mulheres Apaixonadas                | Venceu    |
| 2007 | Prêmio Contigo! de Cinema Nacional  | Melhor Atriz Coadjuvante     | Árido Movie                         | Venceu    |
| 2008 | Prêmio Qualidade Brasil             | Melhor Atriz Coadjuvante     | A Favorita                          | Indicada  |
| 2010 | Prêmio Quem de Televisão            | Melhor Atriz                 | Ti Ti Ti                            | Indicada  |
| 2011 | Cine Ceará                          | Homenagem                    | Carreira no Cinema                  | Venceu    |
| 2013 | Prêmio Extra de Televisão           | Melhor Atriz                 | Sangue Bom                          | Indicada  |
| 2013 | Prêmio Quem de Televisão            | Melhor Atriz                 | Sangue Bom                          | Indicada  |
| 2013 | Melhores do Ano                     | Melhor Atriz Coadjuvante     | Sangue Bom                          | Indicada  |
| 2013 | Melhores do UOL e PopTevê           | Melhor Atriz                 | Sangue Bom                          | Indicada  |
| 2014 | Prêmio Contigo! de TV               | Melhor Atriz de Novela       | Sangue Bom                          | Indicada  |
| 2014 | Prêmio Quem de Televisão            | Melhor Atriz Coadjuvante     | Boogie Oogie                        | Indicada  |
| 2014 | Melhores do UOL e PopTevê           | Melhor Atriz                 | Boogie Oogie                        | Indicada  |
| 2014 | Melhores do UOL e PopTevê           | Melhor Vilão                 | Boogie Oogie                        | Indicada  |
| 2014 | Melhores do Ano Minha Novela        | Melhor Atriz Coadjuvante     | Boogie Oogie                        | Indicada  |
| 2014 | Melhores do Ano Minha Novela        | Melhor Vilã                  | Boogie Oogie                        | Indicada  |
| 2015 | Prêmio Contigo! de TV               | Melhor Atriz                 | Boogie Oogie                        | Indicada  |
| 2016 | Prêmio Cenym de Teatro              | Melhor Atriz                 | Macbeth                             | Indicada  |
| 2016 | Prêmio Aplauso Brasil de Teatro     | Melhor Elenco (voto popular) | Macbeth                             | Indicada  |
| 2016 | Prêmio Aplauso Brasil de Teatro     | Melhor Elenco (voto júri)    | Macbeth                             | Venceu    |